# Oli de Mallorca
L'oli de Mallorca és un oli d'oliva verge extra amb Denominació d'Origen Protegida.
És obtingut del fruit de Olea Europea L., de les varietats mallorquina, empeltre, arbequina i piqual, mitjançant procediments físics que garanteixen que l'oli conservi l'aroma, sabor i les característiques del fruit del que procedeix. Les característiques dels sòls, l'orografia accidentada, les precipitacions irregulars i l'elevada edat de les oliveres mallorquines en determinen una reduïda producció d'oliva apta per a l'elaboració d'oli de qualitat. D'altra banda, el clima de l'illa de Mallorca condiciona l'època òptima de collita de les olives, que s'avança respecte d'altres zones on es conreen oliveres. La conjunció de tots aquests factors, juntament amb les varietats d'oliva presents a Mallorca, donen lloc a olis amb característiques organolèptiques diferenciades, de tipus dolç si s'obtenen d'olives madures, la característica més excel·lent dels quals és la seva dolçor o suavitat, sent-ne els atributs d'amargor i picant pràcticament absents; o bé de tipus afruitat, quan s'obtenen a partir d'olives verdes, en el perfil sensorial dels quals hi apareixen marcats els atributs amarg i picant.

## Història
El cultiu de l'olivera i la producció i consum d'oli d'oliva tenen una gran tradició a l'illa de Mallorca. Tradicionalment, l'oli d'oliva elaborat a Mallorca ha estat reconegut i apreciat tant pels habitants de l'illa com pels ciutadans de les zones amb les quals històricament s'han mantingut relacions comercials, en especial amb el sud de França. D'acord amb les dades històriques van ser els fenicis i grecs els qui van introduir l'olivera a la península Ibèrica, i des d'allà va arribar a Mallorca. Les referències històriques indiquen que en temps de la Corona d'Aragó (s. XIII) ja s'exportava oli de Mallorca cap al Nord d'Àfrica, juntament amb altres productes agrícoles. A mitjans del segle xv, l'oli de Mallorca era un producte que s'exportava de manera regular i continuada des de l'illa, especialment des del Port de Sóller. Va ser en el segle xvi quan es va produir un important avenç en el cultiu i en la producció d'oli, constituint durant molt temps la principal font de riquesa de moltes de les finques de Mallorca, de les quals un gran nombre posseïen tafona pròpia. L'expansió del cultiu de l'olivera es va desenvolupar especialment a les zones septentrionals i meridionals de la Serra de Tramuntana (nord de Mallorca). A començaments del segle xvi, els delmes (parts sobre la collita) de l'oli que es pagaven al rei representaven el 10% del total, xifra únicament superada pel blat i l'ordi. Durant els segles XVII, xviii i xix l'oli de Mallorca va tenir un paper clau per a l'economia de l'illa, tant per la seva funció d'ingredient bàsic en l'alimentació dels habitants, com a producte de canvi i exportació. L'oli de Mallorca era utilitzat com a moneda de canvi per pagar les importacions dels productes dels quals era deficitària, com ara el blat. La posició preeminent de l'oli d'oliva de Mallorca en les exportacions es va mantenir fins a la primera meitat del segle xix, representant durant molts anys entre el 65 i el 80% de les exportacions mallorquines mesurades en unitats monetàries. En la segona meitat del segle xix Mallorca continuà exportant quantitats considerables d'oli de Mallorca. En un dels documents que millor reflecteixen els costums i la vida de l'illa de Mallorca, Die Baleren in wort und bild geschildert (1869-1891), escrit per l'Arxiduc Lluís Salvador d'Àustria durant la seva estada a l'illa en el segle xix, s'elogia la qualitat de l'oli mallorquí verge per usar-lo a les amanides i en el pa amb oli, segons ell, un dels plats més preats a l'illa. El reconeixement de la qualitat de l'oli de Mallorca a nivell exterior es posà de manifest a finals del segle xix, quan a Catalunya es va atorgar el segon premi d'un concurs de qualitat d'olis a un oli mallorquí elaborat en una tafona de Mallorca.

## Marc geoclimàtic
La zona de producció d'oliveres i d'elaboració d'oli de Mallorca s'estén a tots els municipis de l'illa de Mallorca.

### Condicions edàfiques
Els sòls agrícoles de Mallorca són fonamentalment de naturalesa calcària, color bru-vermellós clar, amb textura de consistència mitjana a forta, amb una important proporció d'elements gruixuts, molt pobres en matèria orgànica, amb un pH de tendència alcalina i amb un gran contingut de carbonat càlcic. Els sòls de Mallorca tenen una estructura amb estrats horitzontals entre els quals s'acumulen una gran quantitat d'argiles fines molt riques que poden ser explorades perfectament pel sistema radicular de les oliveres i que contribueix a l'obtenció d'olives amb aromes característiques i singulars.

### Condicions climàtiques
El clima de Mallorca és eminentment mediterrani, caracteritzat per temperatures moderades, hiverns suaus i estius càlids i secs. La temperatura mitjana anual és de 17 °C, amb una temperatura mitjana mínima de 16,9 °C i màxima de 21,3 °C. Les temperatures mitjanes mensuals tenen valors entre 12 °C i 26 °C. Les precipitacions són màximes a la tardor (el 40% de les pluges es produeixen en aquesta estació) i mínimes a l'estiu, amb una mitjana anual de precipitacions de 570 mm. S'ha de destacar també l'alt nivell de la humitat ambiental que impera a l'illa. Per al desenvolupament i, sobretot, per al manteniment del cultiu de l'oliverar la humitat és un factor molt positiu i que afecta a la qualitat de la producció. Encara que les precipitacions siguin escasses a Mallorca, l'alt nivell d'humitat atorga a les oliveres una major adaptació als períodes de sequera, disminuint-ne l'estrès hídric de les fulles i, per tant, assegurant la continuïtat del cultiu. Respecte de la formació d'olives, la humitat és un factor que repercuteix en el caràcter anyívol de l'olivera, ja que estabilitza la producció d'olives i la seva composició química. Així doncs, la humitat és un factor que contribueix al manteniment de la regularitat en la composició de les olives i, per tant, en la qualitat de l'oli.

### Orografia
Com a elements orogràfics destacable, cal esmentar la Serra de Tramuntana, al nord de l'illa, ja que constitueix una enorme barrera de protecció contra els vents de Tramuntana, tan nocius per a l'agricultura en general. Al centre de l'illa es localitza el Pla de Mallorca, amb alguns turons a la seva part central que no superen en cap cas els 300 m d'altitud. L'escassesa i la falta de continuïtat de les precipitacions, així com la conformació calcària de gran part dels sòls de Mallorca motiven la falta de corrents superficials continus d'aigua. És per això que la xarxa hidrogràfica està formada per torrents, el cabal dels quals està molt condicionat per la intensitat de les precipitacions, raó per la qual es troben secs gran part de l'any.

### Pendents, altitud i orientació de les parcel·les
Les plantacions d'oliveres a Mallorca es troben en parcel·les de molt diversa altitud, pràcticament des del nivell de la mar fins als 800 m a les zones de muntanya. Les terrasses són construccions que permeten els cultius salvant els esmentats pendents, a més d'evitar l'erosió del terreny. A Mallorca, les terrasses amb oliveres constitueixen un dels paisatges més emblemàtics i típics de l'illa, i estan presents en la memòria col·lectiva com a elements que sempre han format part d'aquest paratge. En general, la Serra de Tramuntana presenta abruptes formacions escarpades, que són impracticables, sobre la mar i pendents més suaus pel sud. Les terrasses de la Serra s'orienten cap al sud i migdia, d'una part aprofitant els pendents i la màxima insolació i, d'una altra, evitant els vents freds que provenen del nord, cosa que permet el cultiu de l'olivera de forma adequada.

### Cultiu en terrasses
Les plantacions d'oliveres de la Serra de Tramuntana són molt irregulars, als vessants amb pendent, formant les terrasses típiques d'aquesta zona de Mallorca; en general no existeixen marcs de plantació, variant entre els 80 i 160 peus/ha. La dificultat d'accés a les plantacions d'olivera de muntanya condiciona les tècniques de cultiu que poden utilitzar-se a les explotacions. La productivitat és menor que a les oliveres de la plana, ja que el tractament de plagues, l'aportament de material nutritiu a l'arbre, la collita, etc., es fa més dificultós a zones abruptes. El caràcter poc accessible i pràcticament impossible de mecanitzar d'aquestes explotacions fa que tradicionalment les olives es cullin quan es troben en un punt de maduració major que les olives collides a les zones de la plana. Aquest fet dona lloc a un oli de característiques identificades en la denominació d'origen com de tipus dolç, de sabor dolç i suau i amb absència dels atributs d'amarg i picant.

## Edat de l'oliverar
Segons les referències bibliogràfiques, els primers indicis de l'existència d'oliveres daten del segle xv, si bé la vertadera expansió del cultiu a Mallorca Oli de Mallorca es va produir en el segle xvi. És per això que l'antiguitat de les plantacions tradicionals de la Serra de Tramuntana pot situar-se en uns 500 anys, ja que els arbres han perdurat a través dels segles i no es coneixen grans plagues o incendis que obliguessin a la renovació cultural generalitzada. És per això que podem afirmar que el 90% de les oliveres de Mallorca tenen una edat mitjana de 500 anys. L'oliverar, com a element integrant del paisatge, està tan arrelat a Mallorca que les creences populars asseguren que les oliveres mallorquines són mil·lenàries. La resta de plantacions d'olivera a Mallorca són d'una època molt més recent, de fa uns 5-10 anys. Les oliveres d'avançada edat, com la major part dels que es troben a Mallorca disposen, en els seus elements llenyosos, de gran quantitat d'elements nutritius de reserva que es mobilitzen en el moment en què es formen els fruits; és per això que la fracció aromàtica de les olives que provenen d'arbres vells és major de la que es troba en la de les olives d'arbres més joves. Els components aromàtics de les olives, de naturalesa lipídica, es mantenen a l'oli que se n'obté. Així doncs, l'edat de les oliveres contribueix al conjunt de característiques diferencials de l'oli que s'elabora a Mallorca, singulars respecte d'altres zones d'elaboració. Aquest fet també contribueix a fer que les olives tinguin una composició més regular, ja que la seva formació no té una dependència tan acusada de les condicions climatològiques de la temporada.

## Bestiar oví
Alternar el cultiu de l'olivera amb el bestiar oví és una pràctica molt comuna a Mallorca. Tradicionalment les explotacions agrícoles s'han complementat amb la presència de bestiar oví, ja que es tracta d'un animal molt ben adaptat al clima i a les condicions que ofereixen les esmentades explotacions, la qual cosa proporciona avantatges al cultiu de l'oliverar. El bestiar oví té la doble funció d'eliminació de les males herbes i de l'aportació d'adob orgànic, tot proporcionant un equilibri nutritiu a l'arbre. La integració de les explotacions olivereres amb el bestiar oví suposa, a més, beneficis de caràcter ambiental i de preservació de l'ecosistema propi de Mallorca, ja que permet de minimitzar l'ús de productes fitosanitaris i adobs, evitant la contaminació del medi ambient, especialment de les aigües subterrànies. Des del punt de vista econòmic i social, la conjugació de l'agricultura i la ramaderia en una mateixa explotació suposa una major estabilitat i rendibilitat de l'explotació, afavorint així el manteniment d'aquest tipus d'activitat econòmica al llarg del temps.

## Varietats d'oliva
Les quatre varietats d'oliva autoritzades per a l'elaboració d'oli de Mallorca aporten característiques organolèptiques i fisicoquímiques que es complementen i permeten obtenir olis diferenciats de gran qualitat. Així, l'oliva mallorquina aporta a l'oli suavitat, dolçor i sabor d'ametlla madura; la varietat arbequina dota a l'oli de sabor de fruita verda, mentre que la picual aporta els atributs de picant i amarg. Quant a la composició lipídica de l'oli, està directament relacionada amb la varietat d'oliva utilitzada; així, els olis d'oliva mallorquina i picual tindran un contingut en àcid oleic superior als olis realitzats a partir de la varietat arbequina; la varietat mallorquina aporta un elevat contingut en àcids grassos insaturats, superior als olis de les altres varietats.

## Mètode d'elaboració
L'elaboració d'oli mitjançant aquest sistema es realitza segons les següents operacions fonamentals:
1. Neteja i rentat
2. Pesada i classificació
3. Trituració. La trituradora utilitzada és del tipus molí mecànic de martells.
4. Batuda La temperatura màxima que assoleix la pasta en la batuda és de 28 °C. La durada de la batuda és diferent segons les varietats d'oliva predominants. La varietat piqual és la que requereix un temps de batuda més prolongat, entre 60 i 90 minuts; les varietats arbequina i mallorquina es baten en aproximadament 60 minuts. Les olives en un estat de maduració avançat requereixen menys temps de batuda respecte de les més verdes. Es permet únicament la utilització de talc com coadjuvant tecnològic. Les quantitats utilitzades han d'estar compreses entre el 0,5 i el 2,0%. No s'autoritza el procediment de repàs, consistent en una doble centrifugació de la pasta.
5. Extracció: consisteix en una centrifugació horitzontal de la pasta obtinguda en la fase anterior.
6. Separació de les fases líquides. Consisteix en la realització d'una centrifugació horitzontal seguida d'una centrifugació vertical, donant lloc a l'obtenció final de l'oli.

## Emmagatzematge
L'oli es classifica en dipòsits segons la seva qualitat. Els dipòsits són de material inert, impermeable i fàcil de netejar (acer inoxidable, fibra de vidre-polièster, recobriments vitrificats, etc.). La localització geogràfica i les característiques constructives de les tafones permeten garantir l'emmagatzemament de l'oli en les condicions adequades de temperatura, sense superar els 25 °C.

## Envasat
L'envasat de l'oli de Mallorca es realitza en condicions de protecció de la llum solar, evitant així les possibles alteracions d'oxidació dels àcids grassos de l'oli.

## Característiques organolèptiques
En la denominació d'origen "Oli de Mallorca" poden diferenciar-se dos tipus d'oli en funció del moment de collita, factors que determinen característiques fisicoquímiques i organolèptiques diferenciades entre ambdós tipus d'oli. Un primer tipus d'oli denominat afruitat, s'obté a partir d'olives verdes i sanes. Organolèpticament es caracteritza per una aroma que reflecteix aquesta situació i en el perfil sensorial de la qual apareixen els atributs amarg i picant, així com un color groc-verdós. El segon tipus d'oli denominat dolç, s'obté majoritàriament d'olives madures. La seva característica més excel·lent és la seva dolçor o suavitat, sent els atributs d'amargor i picant pràcticament absents. El color d'aquest tipus d'oli va del groc palla al groc or. Les característiques químiques dels olis emparats per la Denominació d'Origen són les següents:
- Acidesa: no superior a 0,8°.
- Índex de peròxids: no superior a 18 meq O2/kg
- K270: no superior a 0,20.
- Humitat: no superior al 0,1%
- Impureses: no superior al 0,1%.

Als olis que romanguin a la tafona fins al mes d'octubre se'ls admet que l'índex de peròxids pugui assolir la xifra de 20 meq O2/kg. La diferenciació organolèptica de l'oli de Mallorca es posa de manifest en els seus respectius perfils sensorials. Així, a l'anàlisi sensorial de l'oli denominat afruitat dominen els paràmetres ametllat, dolç i afruitat oliva. La presència dels paràmetres picant i amarg son moderats, mentre que l'astringència és absent. A l'oli dolç, l'atribut àmpliament dominant és, evidentment, el dolç. Els atributs picant i amarg són mínims, mentre que els paràmetres afruitats (ametllat, afruitat d'oliva, afruitat d'altres fruites, poma verda madura) pràcticament no s'aprecien.

## Sistema de control
Els envasos amb els que es comercialitza l'oli d'oliva emparat per la denominació d'origen van proveïts d'un precinte de garantia o contraetiqueta del Consell Regulador, numerat i expedit per aquest, que ha de ser col·locat en les mateixes instal·lacions d'envasament i d'acord amb les normes que determini el Consell Regulador i sempre de manera que no permeti una segona utilització. A les etiquetes pròpies de les firmes elaboradores, que s'utilitzin en els olis emparats, figura obligatòriament i de forma destacada, el número de registre de la denominació d'origen, a més de les dades que, amb caràcter general, es determinen en la legislació vigent.